# Sanctuaire Sainte-Winefride de Holywell
Le sanctuaire Sainte-Winefride (ou source Sainte-Winefride) est un complexe religieux situé à Holywell au pays de Galles, que l’Église catholique rattache au diocèse de Wrexham,. La Conférence des évêques catholiques d’Angleterre et du pays de Galles lui donne depuis novembre 2023 le statut de sanctuaire national.
Le site est légalement organisé comme une charity, no 700426. Les bâtiments sont des monuments classés (listed buildings) de grade I par l’organisme public Cadw. Le lieu est associé à l’histoire de sainte Winefride et de son légendaire martyre en vierge en 650 ; il est un lieu de pèlerinage depuis au moins 1115. 

## Description
Le sanctuaire initial comprend la crypte qui abrite la source et la chapelle construite au-dessus, avant l'aménagement de la piscine extérieure dans laquelle l’eau se jette. La chapelle date de la fin du XVe siècle et la crypte a été aménagée au début du XVIe ; elles ont été construites à l’initiative de Marguerite Beaufort (la mère d’Henri VII). La crypte du puits contient un bassin en forme d'étoile, ainsi qu'une statue de sainte Winefride datant du XVIIIe siècle.
En 1869, des travaux commencèrent pour la construction de deux nouveaux bâtiments à proximité du puits. Le premier, appelé Well House (la maison du puits), comme établissement de bains à trois étages servant également de résidence au gardien ; le second la piscine appelée Westminster Bath. Ces bâtiments furent achevés en avril 1871.
Dans les années 1990, la Well House a été transformée en musée et en bibliothèque, et un centre d'accueil des visiteurs à ouvert.

## Galerie

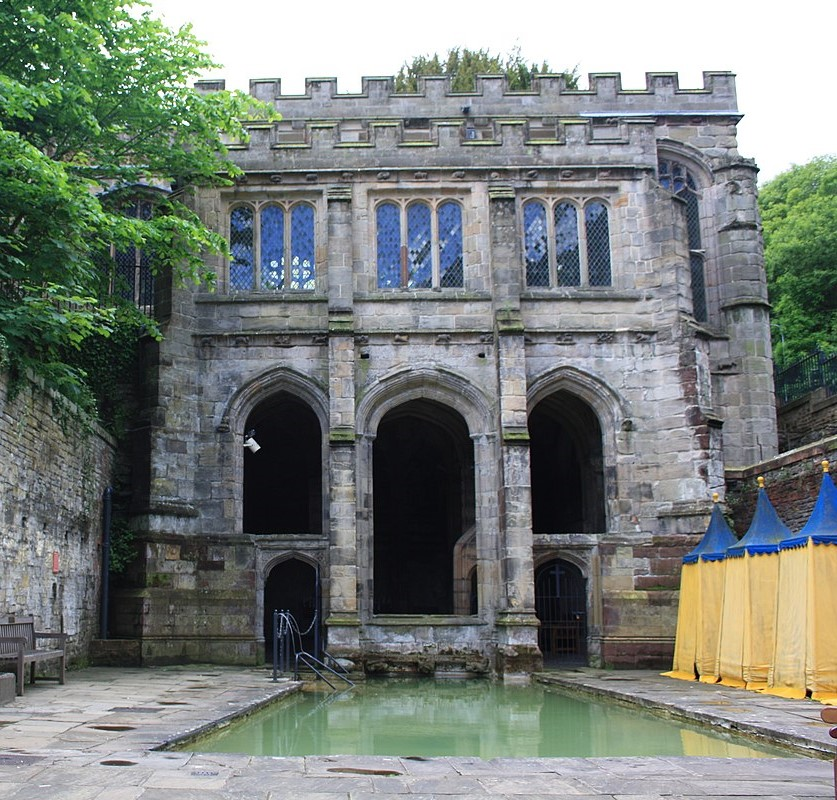
La chapelle de la source et la piscine.
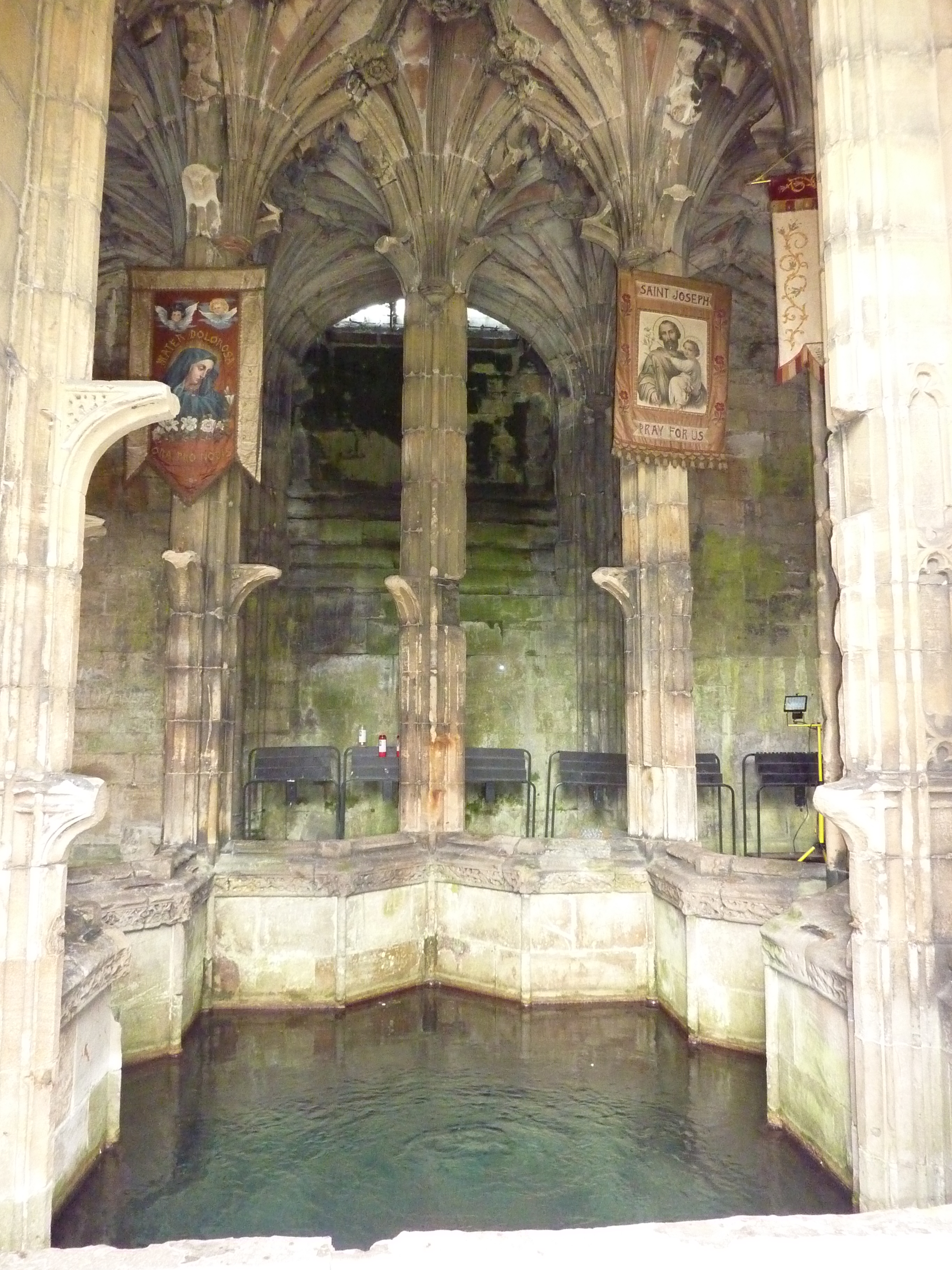
Le bassin de la source.
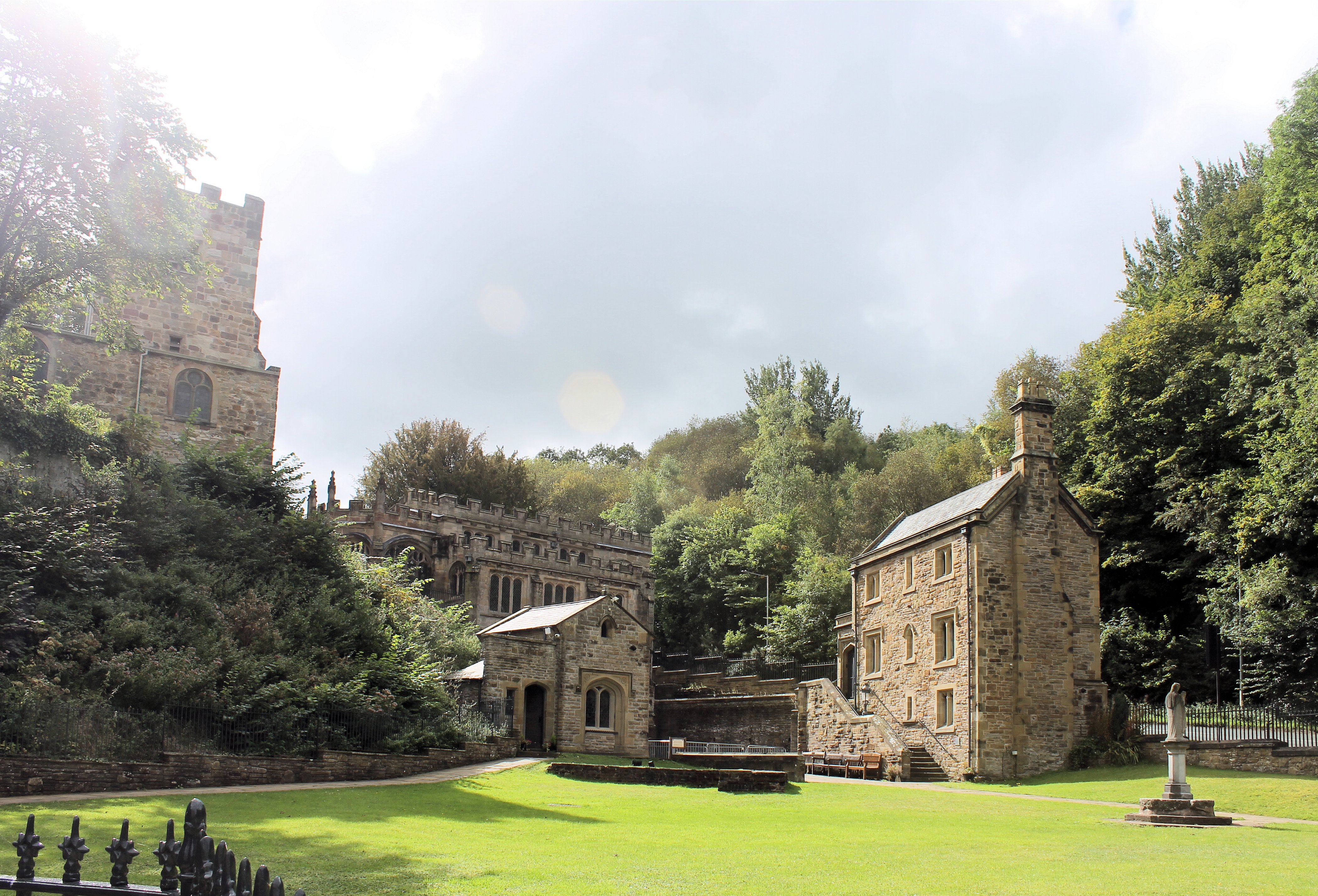
L'ensemble du site.